# Невиновский, Богдан
Богдан Невиновский (пол. Bogdan Niewinowski; 15 августа 1923 — 3 марта 1996) — польский актёр театра, кино и телевидения, также певец.

## Биография
Богдан Невиновский родился в Лодзи. Актёрское образование получил в Государственной высшей театральной школе в Варшаве (теперь Театральная академия им. А. Зельверовича), которую окончил в 1949 году. Актёр театров в Лодзи и Варшаве. Выступал в спектаклях «театра телевидения» в 1954—1995 годах. Умер в Варшаве.

## Избранная фильмография
- 1950 — Первый старт / Pierwszy start
- 1952 — Первые дни / Pierwsze dni
- 1953 — Солдат Победы / Żołnierz zwycięstwa
- 1953 — Дело, которое надо уладить / Sprawa do załatwienia
- 1954 — Карточный домик / Domek z kart
- 1954 — Дело пилота Мареша / Sprawa pilota Maresza
- 1961 — История желтой туфельки / Historia żółtej ciżemki
- 1961 — Дорога на запад / Droga na zachód
- 1967 — Вестерплатте / Westerplatte
- 1969 — Человек с ордером на квартиру / Człowiek z M-3
- 1970 — Перстень княгини Анны / Pierścień księżnej Anny
- 1973 — Большая любовь Бальзака / Wielka miłość Balzaka (только во 2-й серии)
- 1973 — Чёрные тучи / Czarne chmury (только в 1-й серии)
- 1981 — Случай / Przypadek
- 1984 — Без конца / Bez końca
- 1984 — Любовь из хит-парада / Miłość z listy przebojów
- 1986 — Тюльпан / Tulipan (только во 2-й серии)
- 1986 — Предупреждения / Zmiennicy (только в 9-й серии)
- 1987 — Короткий фильм об убийстве / Krótki film o zabijaniu
- 1995 — Папа / Tato

## Признание
- Серебряный крест Заслуги (1955).
- Медаль «10-летие Народной Польши» (1955).
- Кавалер ордена Возрождения Польши (1970).
- Заслуженный деятель культуры Польши (1987).